# الريس (شركة)
الريس مسلسل رسوم متحركة كوميدي ساخر ناقد عراقي من إخراج مهند أبو خمرة ومن إنتاج قناة الشرقية لعام 2012 وتنفيذ علي أبو خمرة شركة Etana Production تناول المسلسل النقد البناء لتطوير الذات العراقية الحاكمة والمسؤولة عن السلطة في العراق الجديد من خلال تناول عدد من القضايا التي تهم الشارع العراقي والتي تخص مشاكلهم اليومية وكيفية حل هذه المشاكل بإسلوب النصيحة .

## القصة
تدور القصة حول رجل كبير في السن يملك عربة يبيع من خلالها ( اللبلبي ) وهو من أشهر بياعين اللبلبي في بغداد حيث أكل من عنده كل مشاهير و رؤوساء العراق السابقين.. يتناول المسلسل الكرتوني في كل حلقة قصة معينة لإحدى الأحداث اليومية التي تحدث في العراق ومشاكل السياسيين .

## الشخصيات
- الريس

مؤدي الصوت: إياد راضي
- صبيح حكومة

مؤدي الصوت: زهير محمد رشيد

## فريق العمل
- إخراج : مهند أبو خمرة
- بطولة : اياد راضي - زهير محمد رشيد
- منتج منفذ : شركة ايتانا للإنتاج التلفزيوني Etana Production - علي أبو خمرة
- تأليف : محمد خماس